# برايان سكوت
برايان سكوت (بالإنجليزية: Brian Scott)‏ هو سائق سباق أمريكي، ولد في 12 يناير 1988 في بويسي في الولايات المتحدة.

## معرض صور

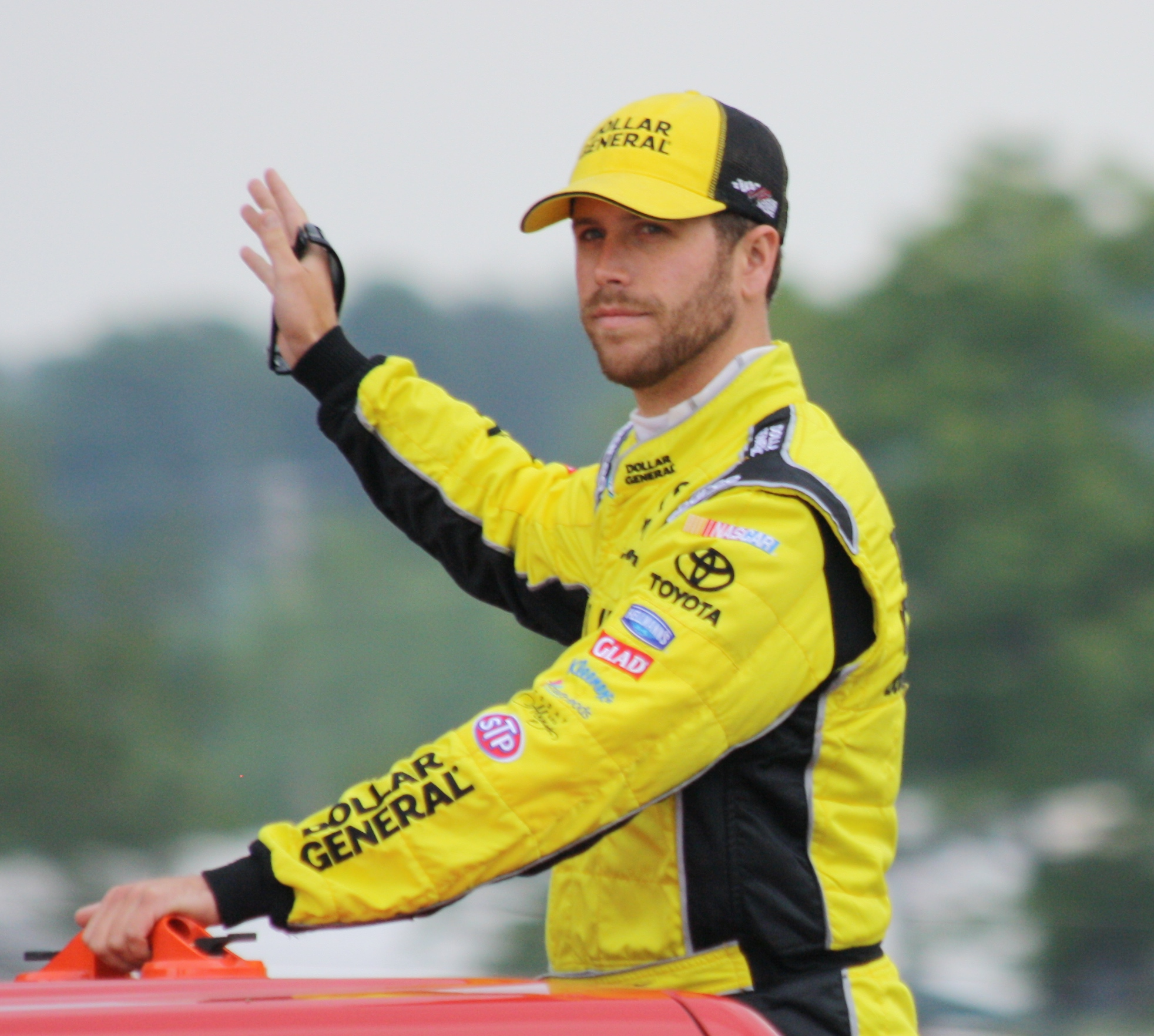
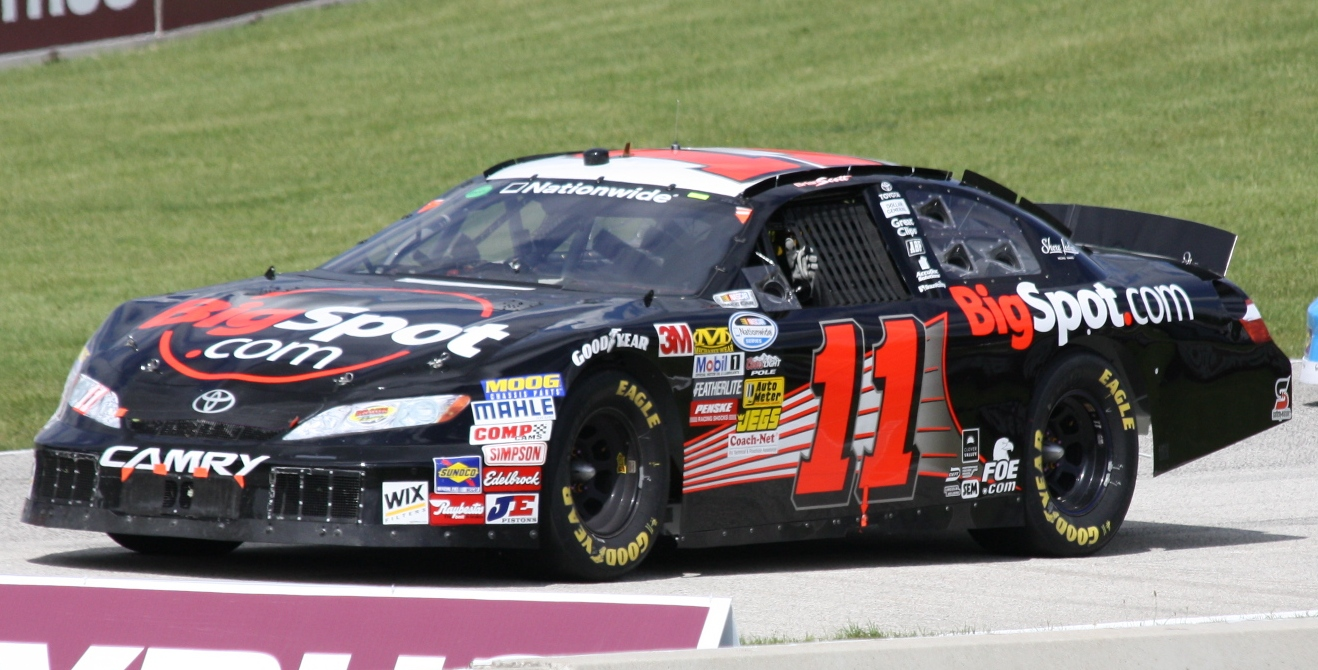
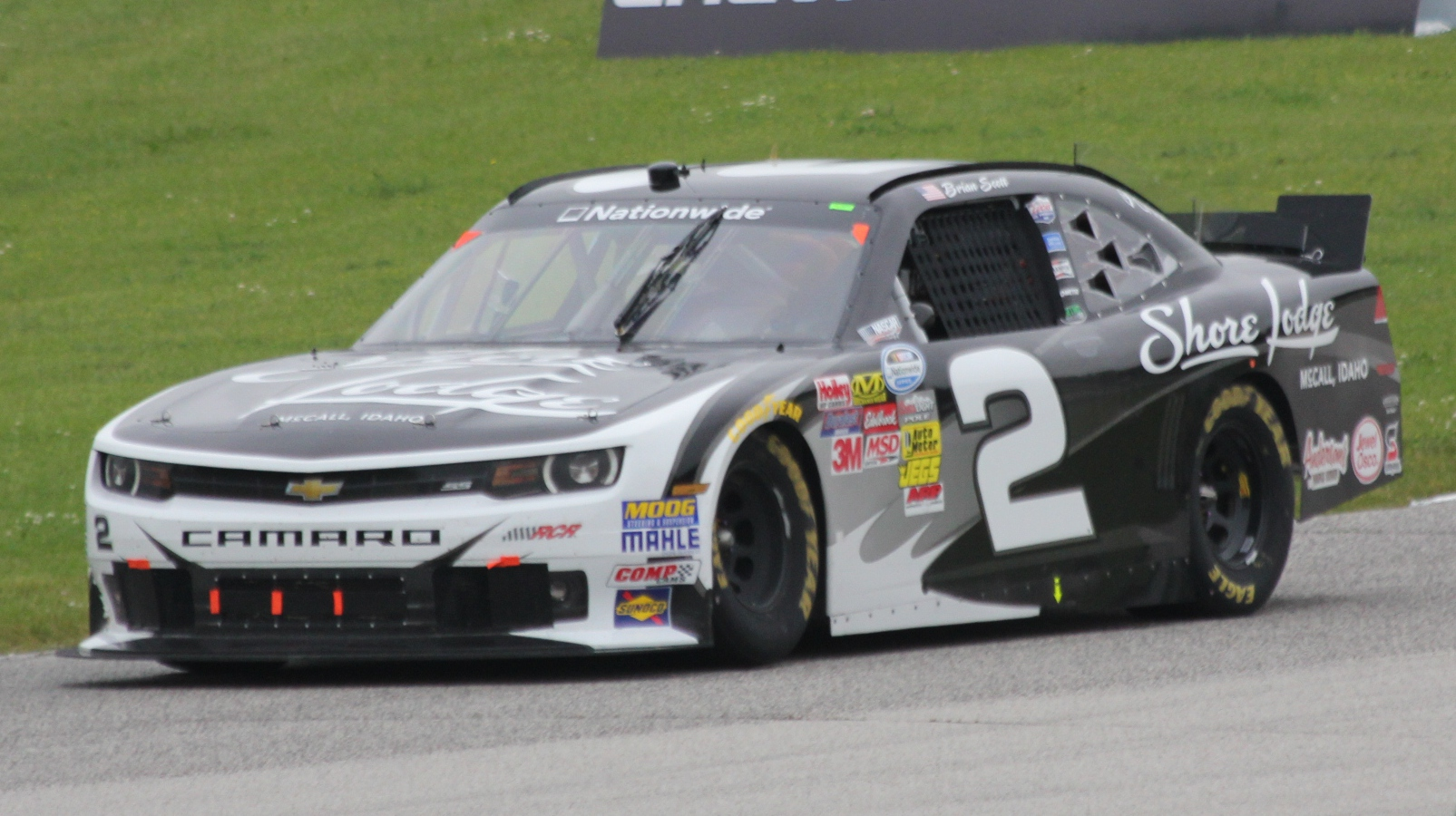
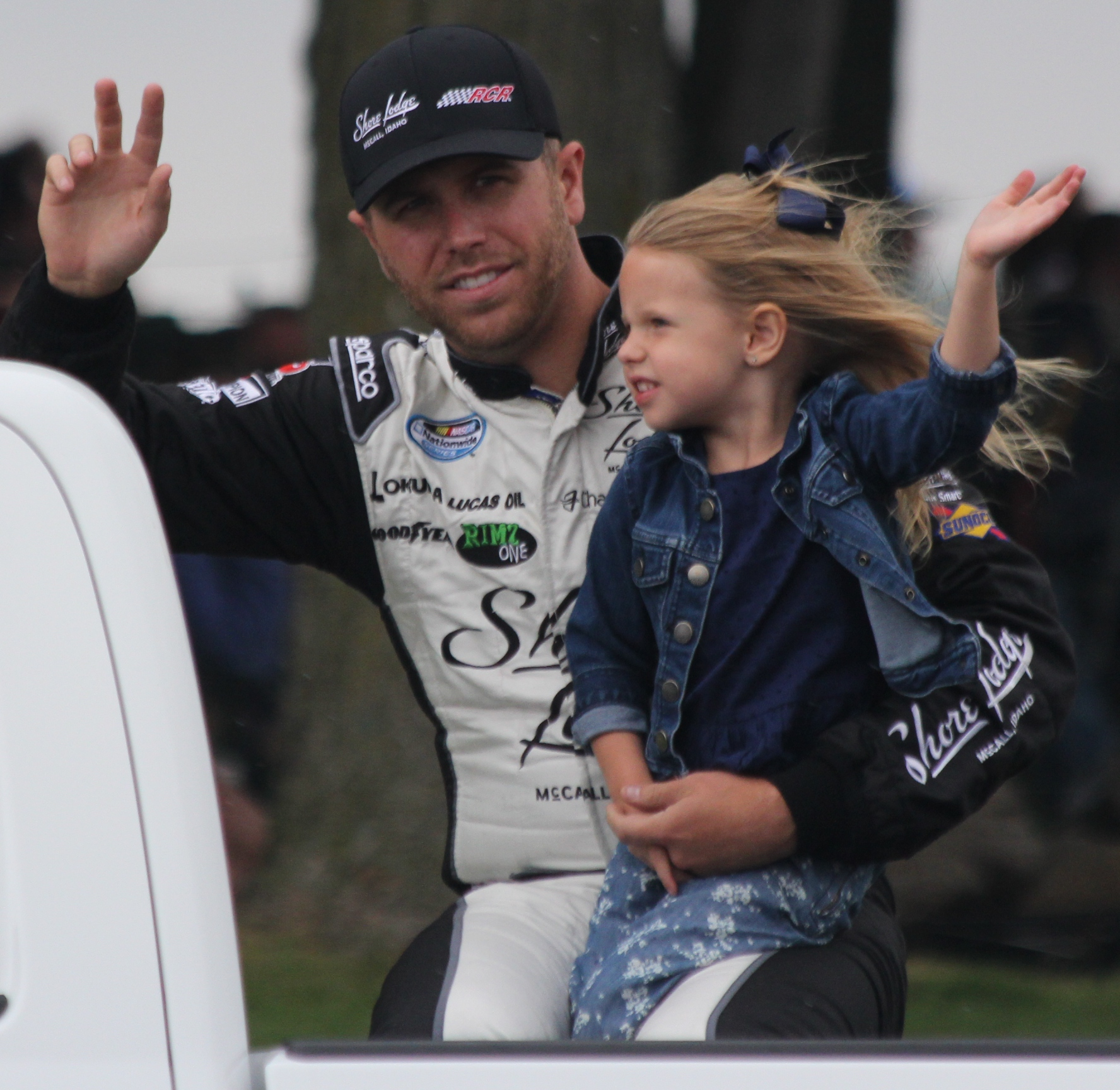
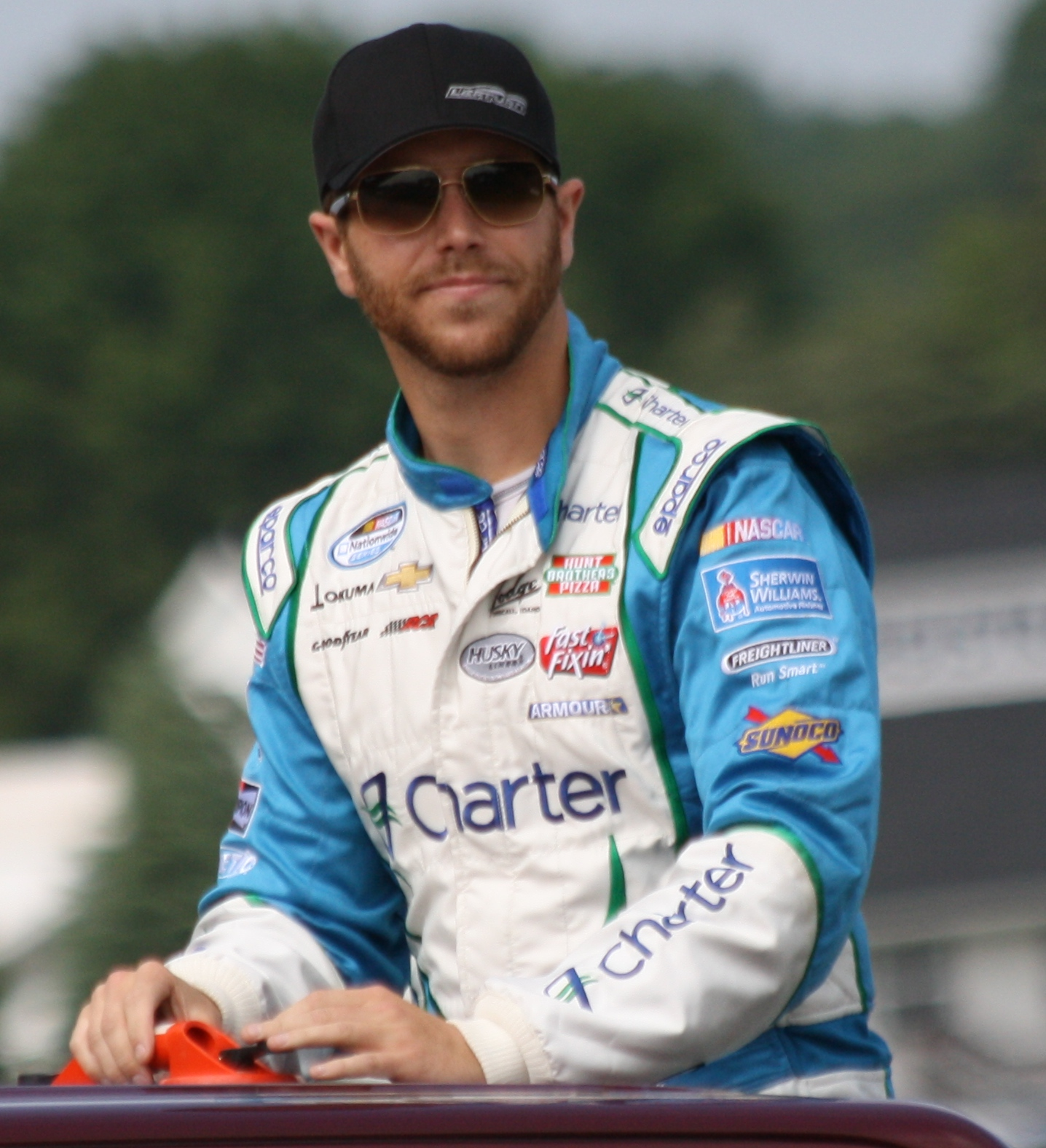

## وصلات خارجية
- الموقع الرسمي
- برايان سكوت على موقع Racing-Reference.info (الإنجليزية)